# American Ultra
American Ultra è un film del 2015 diretto da Nima Nourizadeh con protagonisti Jesse Eisenberg e Kristen Stewart.

## Trama
Mike Howell è un giovane che vive nella tranquilla città di Liman, nella Virginia Occidentale, e che lavora come cassiere all'interno di un distributore di benzina. Un giorno, Mike decide di proporre alla fidanzata Phoebe di partire per un viaggio alle Hawaii. Nello stesso momento, tuttavia, nella città di Langley, l'agente della CIA Victoria Lassater apprende che Mike è l'unico sopravvissuto del progetto MKULTRA, un programma clandestino attuato dal governo incentrato su esperimenti sugli esseri umani, e che l'agente Adrian Yates ha il compito di eliminarlo poiché Mike potrebbe costituire l'unica testimonianza contro tale progetto. Sentendosi quindi in dovere di proteggere il ragazzo, Victoria si reca sul posto di lavoro di Mike e gli rivolge parole che, alle orecchie del ragazzo, non significano nulla, ma in realtà esse non sono altro che un codice avente il potere di rendere Mike una vera e propria macchina da guerra, capace di maneggiare qualsiasi tipo di arma e difendersi da chi lo vuole morto.
Mike riesce infatti ad uccidere due uomini di Yates che stanno tentando di rapinare la sua macchina, e di conseguenza viene arrestato e accusato di omicidio insieme a Phoebe; proprio alla stazione di polizia, i due riescono di nuovo a sfuggire a Laugher e Crane, uccidendo lei e rinchiudendo in una cella lui. Il ragazzo inizia a notare che il suo cervello è stato totalmente privato dei suoi ricordi d'infanzia, e al loro posto sono state installate conoscenze riguardanti le arti marziali miste, autodifesa, guerra e tutti i tipi di armi; inoltre viene a scoprire che il governo americano ha annunciato la quarantena dell'intera area a causa della divulgazione di un'arma biologica, in realtà una copertura per tenere la zona sgombra dai civili. Scoprendo la posizione di Mike, nascosto nella casa del suo amico Rose, Yates irrompe con i suoi uomini nella casa di Rose, uccidendo lui e i suoi scagnozzi, cercando poi di intossicare Mike e Phoebe con un gas lacrimogeno. Scampati al pericolo, Phoebe gli rivela tutta la verità: cinque anni fa le è stato assegnato il compito di fargli da supervisore per proteggerlo dagli attacchi di Yates, e col tempo si è innamorata di lui, dovendogli di conseguenza nascondere tutto il passato. In quel momento arriva Laugher che rapisce Phoebe e incendia la macchina di Mike dove lo stesso ragazzo era rimasto incastrato.
Victoria Lassater riesce a trarre in salvo Mike e rivela tutto: a 18 anni il ragazzo si era offerto insieme ad altri suoi coetanei per partecipare ad un esperimento al cervello: molti ragazzi impazzirono, altri morirono, e altri furono sottoposti ad amputazione degli arti o all'esportazione degli organi. Mike fu l'unico a mostrare segnali positivi, ma Victoria decise di cancellargli la memoria e assegnargli una nuova identità per proteggerlo dalle iniziative del governo. Il ragazzo decide quindi di tornare a casa, esprimendo la propria non-curanza sulla possibilità di essere ucciso. Proprio in quel momento la casa viene presa d'assalto dagli uomini di Yates per ucciderlo, ma qualcosa va storto: Petey, vecchio amico di Victoria e sottoposto agli ordini di Yates, si ribella a quest'ultimo, rompendo il collegamento con il drone che avrebbe dovuto bombardare la casa di Mike, e riferendo tutto l'accaduto all'agente Krueger, il superiore di Yates.
Mike decide quindi di attaccare la base militare di Yates: nonostante le numerose ferite riportate, il ragazzo rimane incredibilmente vivo, uccide uno dopo l'altro l'intera squadra risparmiando però Laugher, poiché Mike scopre che l'uomo è stato sottoposto allo stesso esperimento, riportando però gravi problemi mentali e incapace di controllare le proprie azioni. I due ragazzi vengono quindi tratti in salvo, mentre Yates viene giustiziato e ucciso a sangue freddo da Krueger, che risparmia la vita a Lassater. Sei mesi dopo Mike e Phoebe sono sposati, e sono a Manila per una missione della CIA.

## Produzione
Il budget del film è stato di 28 milioni di dollari.
Le riprese del film iniziano il 14 aprile 2014 a New Orleans e terminano a metà giugno.

## Promozione
Il primo trailer del film viene diffuso il 29 maggio 2015.

## Distribuzione
Il film viene distribuito nelle sale cinematografiche statunitensi a partire dal 21 agosto 2015, mentre in Italia arriva dal 30 giugno 2016.